# Ужукульпис
Ужукульпис (лит. Užukulpis) — деревня в Лентварском старостве, в Тракайском районе Вильнюсского уезда Литвы. Располагается в 1 км на севере от Кариотишек.

## Физико-географическая характеристика
Деревня Ужукульпис располагается в 1 км на севере от центра Кариотишек

## Население
| 1931                           | 1959 | 1970 | 1979 | 1989 | 2001 | 2011 |
| ------------------------------ | ---- | ---- | ---- | ---- | ---- | ---- |
| 17                             | 4    | 8    | 8    | 4    | 2    | 3    |
| Гистограмма динамики населения |      |      |      |      |      |      |

## Примечание
1. ↑  Wykaz miejscowości Rzeczypospolitej Polskiej, t. 1, Warszawa 1938.
2. 1 2  Сельские поселения Литовской ССР в 1959 и 1970 гг. (Данные Всесоюзной переписи населения). Вильнюс: Центральное статистическое управление при Совете Министров Литовской ССР, 1974.
3. ↑  Сельские населённые пункты Литовской ССР. (данные Всесоюзной переписи населения 1979 года) (лит.). lietuvai.lt.
4. ↑  Kaimo gyvenamosios vietovės (1989 metų Visuotinio gyventojų surašymo duomenys). Vilnius: Lietuvos Respublikos Statistikos departamentas, 1993.
5. ↑  Поселения Вильнюсского уезда и их жители. Вильнюс: Статистическое управление Литвы, 2003.
6. ↑  Население населенных пунктов: результаты переписи населения и жилищного фонда Литвы. 2011 год.. Вильнюс: Статистический департамент, 2013.